# Выборы губернатора Брянской области (2025)
Выборы губернатора состоятся в Брянской области в период с 12 по 14 сентября 2025 года в единый день голосования.
Губернатор избирается на 5 лет. На тот же срок избранный губернатор назначает членом Совета Федерации одного из трёх протеже, заявленных при выдвижении.
На 1 января 2025 года в области было зарегистрировано 941 370 избирателей, из которых около 35,7 % (336 170 избирателей) в областном центре. Выборы признаются состоявшимися при любой явке, так как порог явки не установлен.

## Предшествующие события
Депутат Государственной Думы Александр Богомаз был назначен исполняющим обязанности губернатора Брянской области в сентябре 2014 года после того, как предыдущий губернатор Николай Денин был отстранён от должности после возбуждения против него уголовного дела. Богомаз баллотировался на полный срок в 2015 году и одержал убедительную победу на выборах, набрав 79,96% голосов после того, как КПРФ и ЛДПР отказались выдвигать собственных кандидатов. Губернатор Богомаз был переизбран на второй срок в 2020 году, набрав 71,69% голосов.
Изначально срок полномочий губернатора Брянской области был ограничен двумя сроками подряд, поэтому срок полномочий Богомаза должен был истечь в 2025 году. Однако в декабре 2021 года был принят закон «Об общих принципах организации публичной власти в субъектах Российской Федерации», который отменил ограничения по срокам полномочий для губернаторов России. Брянская область последовала этому примеру и сняла ограничения, что позволило Богомазу баллотироваться на новый срок в 2025 году.
Богомаз рассматривался как потенциальный кандидат на пост губернатора перед выборами 2025 года. Среди причин возможной отставки Богомаза эксперты называли его долгое пребывание на посту, коррупционные дела с участием региональных чиновников (среди арестованных были заместители губернатора Елена Егорова и Татьяна Кулешова в 2023 году, Александр Петроченко в 2024 году), а также вторжение Украины в Брянскую область.
В феврале 2025 года во время встречи с президентом Владимиром Путиным губернатор Богомаз объявил о своём намерении баллотироваться на третий срок и получил поддержку Путина.

## Ключевые даты
- 10 июня депутаты Брянской областной думы назначили выборы на 14 сентября 2025 года — единый день голосования (за 100—90 дней до дня голосования).
- избирательная комиссия публикует календарный план мероприятий по подготовке и проведению выборов; определит число лиц, чьи подписи необходимо собрать кандидатом, а также числа муниципальных образований. Также комиссия может увеличить количество дней голосования.
- в июне — период выдвижения кандидатов (20 дней, отсчёт начинается со следующего дня после назначения выборов)
- агитационный период начинается со дня выдвижения кандидата и прекращается за одни сутки до дня голосования. Сбор подписей муниципальных депутатов для регистрации кандидата начинается после представления в избирательную комиссию заявления кандидата о согласии баллотироваться.
- конец июня - начало июля (21—30 дней со дня публикации решения о назначении выборов) — представление документов для регистрации кандидатов; к заявлениям должны прилагаться листы с подписями в поддержку кандидата и список из трёх кандидатов на должность члена Совета Федерации
- решение избирательной комиссии о регистрации кандидата — в течение 10 дней со дня подачи документов в избирком
- с 16 августа по 12 сентября — период агитации в СМИ (начинается за 28 дней до дня голосования)
- 13 сентября — «день тишины»
- 14 сентября — день голосования

## Кандидаты
В Брянской области кандидаты на пост губернатора могут быть выдвинуты только зарегистрированными политическими партиями. Кандидат на пост губернатора Брянской области должен быть гражданином России не моложе 30 лет, не должен иметь иностранного гражданства или вида на жительство. Каждый кандидат для регистрации должен собрать не менее 7% подписей глав и депутатов муниципальных образований.
| Кандидат | Кандидат                     | Деятельность/должность (на момент выдвижения)                            | Субъект выдвижения                | Статус          | Кандидаты в Совет Федерации |
| -------- | ---------------------------- | ------------------------------------------------------------------------ | --------------------------------- | --------------- | --- |
|          | Андрей Георгиевич Архицкий   | 1-й секретарь областного отделения КПРФ, депутат Брянской областной думы | КПРФ                              | зарегистрирован | |
|          | Александр Васильевич Богомаз | действующий губернатор Брянской области                                  | «Единая Россия»                   | зарегистрирован | - Ирина Агафонова, заместитель губернатора Брянской области - Евгений Вылцан, участник СВО - Вадим Деньгин, действующий сенатор от Брянской области |
|          | Геннадий Григорьевич Селебин | депутат Брянской областной думы                                          | «Родина»                          | зарегистрирован | |
|          | Алексей Николаевич Тимошков  | депутат Брянской областной думы                                          | «Справедливая Россия — За правду» | зарегистрирован | |